# 川上真樹 (漫画家)
川上 真樹（かわかみ まさき）は、日本の漫画家、イラストレーター。

## 主な作品

### 連載
- クラスメート、上村ユウカはこう言った。（『ガンガンONLINE』、スクウェア・エニックス、原作：桜井慎）
- フロアに魔王がいます（『月刊コミックアライブ』、KADOKAWA・メディアファクトリー、脚本：はと）
- ぽんこつ娘の日常（『個人サイト[1]』、KADOKAWA）
- 人間不信の冒険者たちが世界を救うようです（『ComicWalker』、KADOKAWA、原作：富士伸太）

### 読み切り
- 男子高校生と幸せのりんごブラ（『男子高校生の日常アンソロジー』、スクウェア・エニックス、原作：山内泰延）

### イラスト
- 私がモテないのはどう考えてもお前らが悪い!（テレビアニメ第4話エンドカードイラスト）